# Arrondissement Jacmel

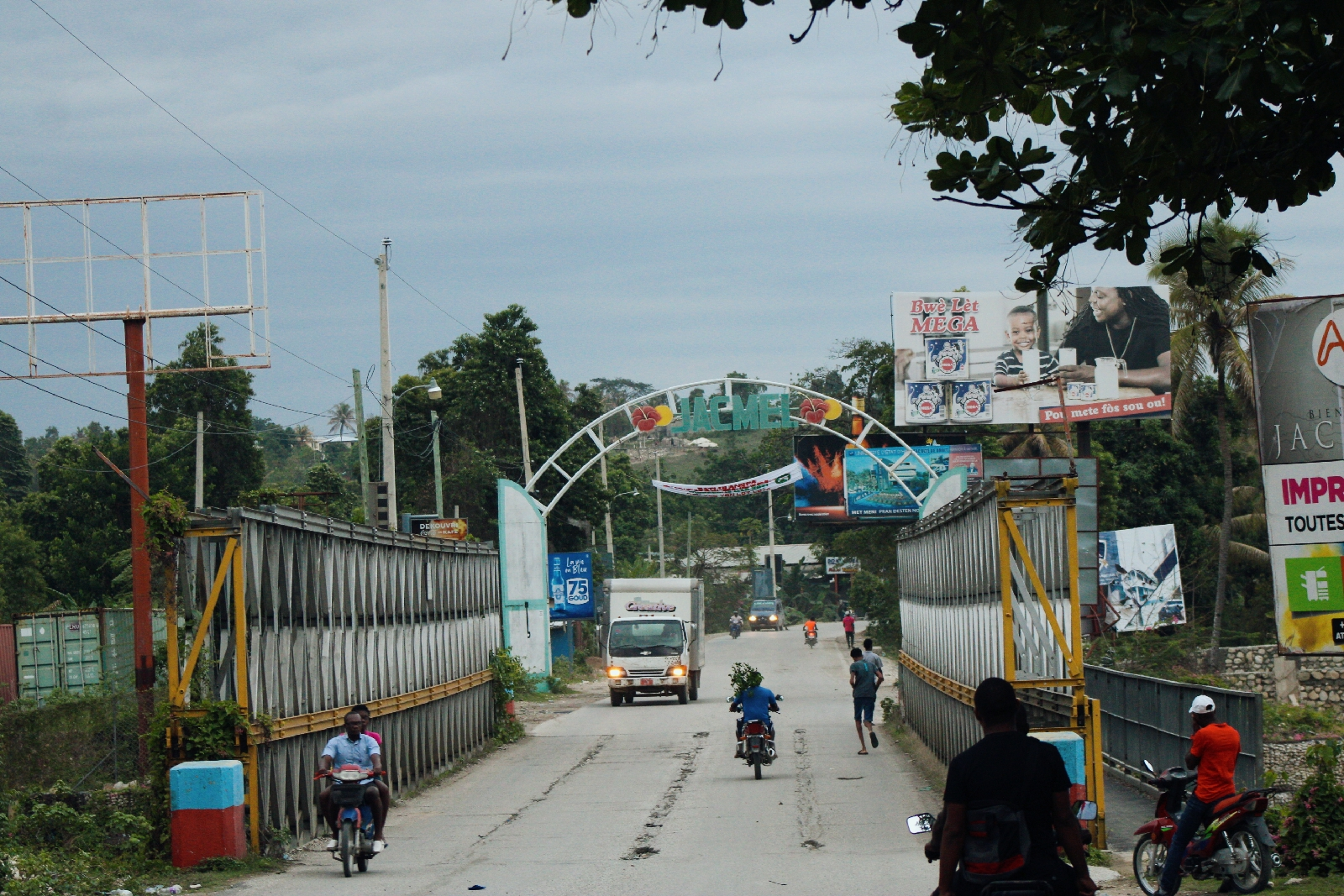
Einfahrt in die Stadt Jacmel von Norden kommend, Route Nationale 4

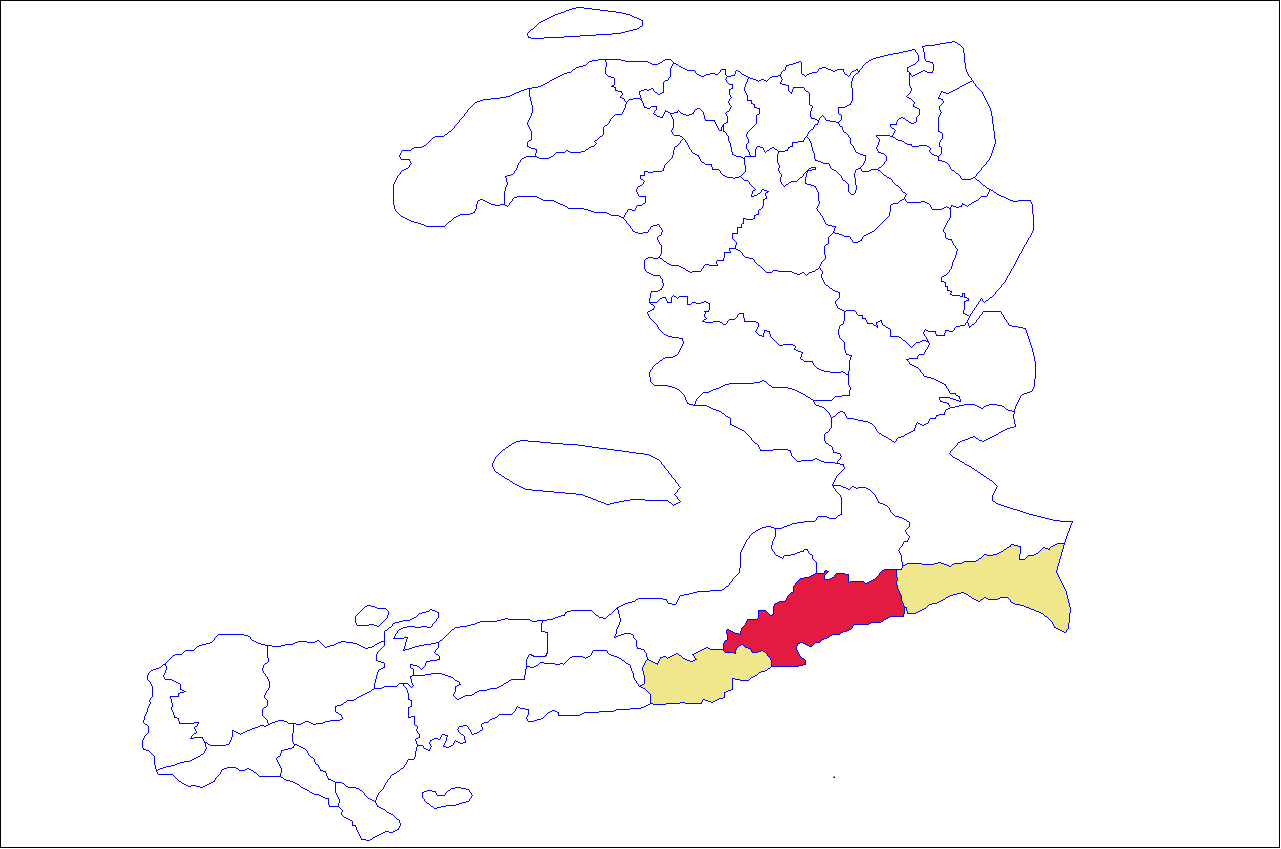
Lage des Arrondissements Jacmel in Haiti und im Département Sud-Est

Das Arrondissement Jacmel (haitianisch-kreolisch: Jakmèl) ist eine der drei Verwaltungseinheiten des Départements Sud-Est, Haiti. Hauptort ist die Gemeinde Jacmel.

## Lage und Beschreibung
Das Arrondissement liegt zentral im Département Sud-Est. Im Süden hat es eine Küste zum Karibischen Meer. Benachbart ist im Nordosten das Arrondissement Port-au-Prince, im Osten das Arrondissement Belle-Anse, im Westen das Arrondissement Bainet und im Nordwesten das Arrondissement Léogâne.
In dem Arrondissement gibt es vier Gemeinden:
- Jacmel (rund 187.000 Einwohner),
- Cayes-Jacmel (rund 40.000 Einwohner),
- La Vallée-de-Jacmel (rund 36.000 Einwohner) und
- Marigot (rund 74.000 Einwohner).

Das Arrondissement hat insgesamt rund 339.000 Einwohner (Stand: 2015).
Von der Route Nationale 2 (RN-2; Port-au-Prince – Les Cayes) zweigt bei dem Ort Chavannes die Route Nationale 4 (RN-4) ab, die nach Jacmel führt. Von dort aus führt die Route Départementale 402 (RD-402) nach Osten in Richtung Belle-Anse und die Route Départementale 42 (RD-42) nach Westen in Richtung Bainet.
Bei La Vallée-de-Jacmel befindet sich die natürliche Sehenswürdigkeit der Bassins Bleus (haitianisch-kreolisch: Basenblé), eine Reihe von vier kleinen Seen, die durch ihre helle blaue Farbe hervorstechen. Sie bilden einen Teil des Flusses Petite Rivière de Jacmel.